# Unidades de densidade
A unidade de densidade no Sistema Internacional de Unidades (SI) é:
- Quilograma por metro cúbico (kg/m³)

Unidades fora do SI:
- Nos gases costuma usar-se o grama por decímetro cúbico (g/dm³) (usado assim para poder simplificar com a constante universal dos gases perfeitos {\displaystyle R=0,082{\frac {atm\cdot l}{mol\cdot K}}})
- quilograma por litro (kg/l). A água geralmente tem uma densidade ao redor de 1 kg/l, fazendo desta uma unidade conveniente.
- grama por mililitro (g/ml), que equivale a g/cm³ para a água ou soluções aquosas diluídas.

Também há equivalências numéricas de kg/l (1 kg/l = 1 g/cm³ = 1 g/ml).
Outras unidades usadas no sistema imperial de medidas são:
- onça por polegada cúbica (oz/in3)
- libra por polegada cúbica (lb/in3)
- libra por pé cúbico (lb/ft3)
- libra por jarda cúbica (lb/yd3)
- libra por galão (lb/gal)
- libra por bushel americano (lb/bu)
- slug por pé cúbico (slug/ft3).